# Nučice (okres Praha-západ)
Nučice jsou obec v okrese Praha-západ ve Středočeském kraji, asi 16 km jihozápadně od centra Prahy a 2 km jižně od centra města Rudná, s nímž obec na počátku 21. století stavebně srostla. Žije zde přibližně 2 400 obyvatel.

## Historie
Historie Nučic je značně determinována jejich polohou – blízkost Prahy, královského hradu Karlštejna a zemské stezky mezi Prahou a Plzní způsobuje, že dějiny obce jsou úzce spojeny s historií hlavního města a tím pádem i s historií národa. Tímto krajem mnohdy postupovala vojska útočící na Prahu a zároveň tudy postupovala i česká vojska pronásledující nepřítele.
První písemná zmínka o vsi pochází z roku 1037, nicméně mnohé archeologické nálezy v oblasti dokazují, že okolí Nučicka bylo osídleno již v dobách dávno předešlých. V roce 1922 byla na zahradě pana O. Simona objevena vlčí pec, pravděpodobně pozůstatek z dob okolo roku 375 n. l., kdy toto území měli obývat Markomani. Obdobné pece, sloužící k zhutňování železné rudy, byly nalezeny i v okolních obcích – Loděnicích a Chýni. 12. května 1958 bylo na kraji Nučic, při výstavbě oplocení sportoviště TJ Sokol Nučice, objeveno další archeologické naleziště.
Zmiňovaná první písemná zpráva vychází z ústní pověry, kdy nedaleká jeskyň-poustevna sv. Ivana ve Svatém Janu pod Skalou byla proměněna v kapli a obyvatelé Chrustenic a Nučic byli řečeni ochránci této kaple. V písemné zmínce je pak uvedeno, že kníže Břetislav I. daroval tento skalní kostel i s jeho opatrovníky – Nučicemi a Chrustenicemi, klášteru sv. Jana Křtitele Na Ostrově ve Skalách u Davle.
11. srpna 1295 byly pak vsi Nučice, Dušníky a Stodůlky darovány králem Václavem II. kapitule sv. Víta v Praze. Nučice patřily proboštovi kapituly sv. Víta v Praze až do husitských válek.
Roku 1434 vznikla v Nučicích vladyčí tvrz, jejímž majitelem byl Jindřich Ciglhein – mělo se jednat o věžovité stavení opevněné zdí a příkopem. Tato tvrz byla později zdecimována, pravděpodobně husity. Později, po husitských válkách, Nučice připadly pánům Kladenským a když si roku 1540 nechal Zdeněk Kladenský vložit své dědictví do zemských desk ve výčtu jeho majetku je uvedeno i toto: nučická tvrz pustá, dvůr poplužný pustý a ves s dvory kmecími. O tom, že tvrz byla zničena a již nikdy nebyla obnovena, svědčí fakt, že v urburní knize z roku 1662 jest psáno: po tvrzi jen nějaké znamení se spatřuje. Kde měla Nučická tvrz stát dnes není exaktně známo. V šestnáctém století pak ještě Nučice přechází do majetku pánů Žďárských a celkový počet místních obyvatel činil 21 usedlíků. V této době byly též Nučicím přiznány louky „náležející dvořišti nučickému a u toho dvořiště sad“, rybníček pod vesnicí Mezouň, vodní příkop ve vsi.
Během třicetileté války byl kraj značně poškozen, především vypalováním gruntů, Nučice ovšem, z neznámých důvodů, nebyly tímto vypalováním tak postiženy jako bezprostředně sousedící obce. Po válce ale následoval mor, který se již Nučicím nevyhnul. Mrtví z celého okolí byli pohřbívání na starém hřbitově v sousedních Tachlovicích.
Do roku 1845 byly Nučice především zemědělského rázu, od tohoto roku se zde ovšem začala těžit železná ruda, což způsobilo značný rozvoj obce a růst počtu obyvatel – mezi lety 1843 a 1910 vzrostl počet obyvatel více než čtyřnásobně. Do první světové války narukovalo 97 nučických mužů, nevrátilo se 25 z nich – tito jsou uvedeni na nučickém památníku padlých z první světové války.

### Územněsprávní začlenění
Dějiny územněsprávního začleňování zahrnují období od roku 1850 do současnosti. V chronologickém přehledu je uvedena územně administrativní příslušnost obce v roce, kdy ke změně došlo:
- 1850 země česká, kraj Praha, politický okres Smíchov, soudní okres Unhošť[4]
- 1855 země česká, kraj Praha, soudní okres Unhošť
- 1868 země česká, politický okres Smíchov, soudní okres Unhošť
- 1893 země česká, politický okres Kladno, soudní okres Unhošť[5]
- 1939 země česká, Oberlandrat Kladno, politický okres Kladno, soudní okres Unhošť[6]
- 1942 země česká, Oberlandrat Praha, politický okres Kladno, soudní okres Unhošť[7]
- 1945 země česká, správní okres Kladno, soudní okres Unhošť[8]
- 1949 Pražský kraj, okres Praha-západ[9]
- 1960 Středočeský kraj, okres Beroun
- 1974 Středočeský kraj, okres Praha-západ[10]
- 2003 Středočeský kraj, obec s rozšířenou působností Černošice

### Rok 1932
V obci Nučice (1590 obyvatel, četnická stanice) byly v roce 1932 evidovány tyto živnosti a obchody: biograf Lido-Bio, 3 cihelny, Báňské ředitelství Pražské železářské společnosti, obchod s dřívím, 2 galanterie, 2 holiči, 8 hostinců, 2 konsumy, kovář, 2 krejčí, malíř pokojů, mlýn, 4 obuvníci, palivo, papírnictví, pekárna, 2 pekaři, porodní asistentka, 3 řezníci, obchod se senem, a slámou, 11 obchodů se smíšeným zbožím, sklenář, spořitelní a záložní spolek pro Nučice, 2 stavitelé, 3 obchody se střižním zbožím, švadlena, tesařský mistr, 2 trafiky, 2 truhláři, zámečník, zednický mistr.

## Demografický vývoj

### Do 1. poloviny 20. století
Až do 19. století bylo obyvatelstvo obce zaměřeno především na zemědělskou činnost ve statcích okolo návsi. V roce 1834 měly Nučice 343 obyvatel. Velký nárůst počtu obyvatel nastal, když byly po roce 1845 odkryty železnorudné doly. V té době se do obce začali stěhovat horníci z hořovicka i příbramska a tak v roce 1900 měly Nučice 1265 obyvatel, v roce 1910 již 1428 obyvatel. Díky výdělkům horníkům byly Nučice relativně bohatou obcí a tudíž není divu, že oněch 1428 obyvatel nebyli jen zemědělci a horníci, ale i obchodníci, hostinští a další živnostníci. Když byla ke konci 1. poloviny 20. století omezena těžba rudy, mírně poklesl i počet obyvatel.

### Druhá polovina 20. století a budoucnost
Ani Nučicím se nevyhnul trend úbytku počtu obyvatel venkova. Tento jev byl ještě umocněn uzavřením železnorudných dolů roku 1964. Mnozí byli proto donuceni změnit své zaměstnání a dojíždět za prací do Kladna či Prahy, nicméně úbytek obyvatel nebyl tak masivní jako jeho nárůst při otevření dolů. V 70. a 80. letech se pokles obyvatelstva zpomalil v důsledku výstavby nových rodinných domů. S rozvojem pražské příměstské dopravy ke konci 20. století došlo k ustálení počtu obyvatel a po roce 2000 dochází k jeho nárůstu díky zvýšenému zájmu městského obyvatelstva o bydlení v lepším životním prostředí. Díky vybudování nové technické vybavenosti obce po roce 2000 (inženýrské sítě) dochází k prudkému nárůstu počtu novostaveb a tedy i obyvatel. Tento nárůst s sebou přináší zvýšenou potřebu některých služeb, především místní mateřské a základní školy. Rozvoji obchodu v této obci ovšem mírně brání existence obchodních středisek v blízkém Zličíně, Kladně a Berouně. Ke dni 31. prosince 2012 zde žilo 2011 obyvatel.
V posledních letech byla v obci realizována rozsáhlá výstavba rodinných domů, což s sebou přineslo i velký nárůst obyvatel. V dalším období je již počítáno pouze s omezenou výstavbou, a to na plochách vymezených k výstavbě době v letech 2008–2010 a v přirozených prolukách v intravilánu obce. V období do roku 2020 lze tedy očekávat nárůst obyvatel v počtech 10–15 % současného stavu. Výstavba bude realizována až po rozšíření stávající ČOV, která je pro další rozvoj limitující.

### Tabulka demografického vývoje[12]
| Rok  | Stav 1.1. | Narození | Zemřelí | Přistěhovalí | Vystěhovalí | Přírůstek přirozený | Přírůstek migrační | Přírůstek celkový | Stav 31.12. |
| ---- | --------- | -------- | ------- | ------------ | ----------- | ------------------- | ------------------ | ----------------- | ----------- |
| 1971 | 1 078     | 8        | 11      | 33           | 50          | -3                  | -17                | -20               | 1 058       |
| 1972 | 1 058     | 15       | 18      | 33           | 49          | -3                  | -16                | -19               | 1 039       |
| 1973 | 1 039     | 13       | 20      | 22           | 33          | -7                  | -11                | -18               | 1 021       |
| 1974 | 1 021     | 13       | 23      | 27           | 31          | -10                 | -4                 | -14               | 1 007       |
| 1975 | 1 007     | 16       | 19      | 29           | 25          | -3                  | 4                  | 1                 | 1 008       |
| 1976 | 1 008     | 12       | 10      | 35           | 35          | 2                   | -                  | 2                 | 1 010       |
| 1977 | 1 010     | 11       | 17      | 71           | 77          | -6                  | -6                 | -12               | 998         |
| 1978 | 998       | 16       | 15      | 29           | 33          | 1                   | -4                 | -3                | 995         |
| 1979 | 995       | 13       | 15      | 13           | 34          | -2                  | -21                | -23               | 972         |
| 1980 | 972       | 7        | 15      | 11           | 29          | -8                  | -18                | -26               | 946         |
| 1981 | 940       | 12       | 14      | 9            | 21          | -2                  | -12                | -14               | 926         |
| 1982 | 926       | 8        | 18      | 30           | 27          | -10                 | 3                  | -7                | 919         |
| 1983 | 919       | 12       | 13      | 32           | 23          | -1                  | 9                  | 8                 | 927         |
| 1984 | 927       | 11       | 14      | 31           | 37          | -3                  | -6                 | -9                | 918         |
| 1985 | 918       | 10       | 20      | 31           | 21          | -10                 | 10                 | -                 | 918         |
| 1986 | 918       | 8        | 13      | 40           | 17          | -5                  | 23                 | 18                | 936         |
| 1987 | 936       | 9        | 15      | 22           | 18          | -6                  | 4                  | -2                | 934         |
| 1988 | 934       | 10       | 8       | 32           | 30          | 2                   | 2                  | 4                 | 938         |
| 1989 | 938       | 12       | 13      | 33           | 38          | -1                  | -5                 | -6                | 932         |
| 1990 | 932       | 7        | 20      | 29           | 24          | -13                 | 5                  | -8                | 924         |
| 1991 | 903       | 8        | 15      | 24           | 22          | -7                  | 2                  | -5                | 898         |
| 1992 | 898       | 2        | 12      | 20           | 20          | -10                 | -                  | -10               | 888         |
| 1993 | 888       | 12       | 21      | 22           | 32          | -9                  | -10                | -19               | 869         |
| 1994 | 869       | 3        | 12      | 33           | 10          | -9                  | 23                 | 14                | 883         |
| 1995 | 883       | 9        | 11      | 20           | 12          | -2                  | 8                  | 6                 | 889         |
| 1996 | 889       | 7        | 9       | 30           | 18          | -2                  | 12                 | 10                | 899         |
| 1997 | 899       | 5        | 9       | 28           | 19          | -4                  | 9                  | 5                 | 904         |
| 1998 | 904       | 6        | 14      | 24           | 15          | -8                  | 9                  | 1                 | 905         |
| 1999 | 905       | 7        | 13      | 13           | 25          | -6                  | -12                | -18               | 887         |
| 2000 | 887       | 13       | 8       | 32           | 20          | 5                   | 12                 | 17                | 904         |
| 2001 | 916       | 12       | 6       | 12           | 15          | 6                   | -3                 | 3                 | 919         |
| 2002 | 919       | 4        | 12      | 23           | 9           | -8                  | 14                 | 6                 | 925         |
| 2003 | 925       | 11       | 6       | 29           | 21          | 5                   | 8                  | 13                | 938         |
| 2004 | 938       | 6        | 12      | 26           | 22          | -6                  | 4                  | -2                | 936         |
| 2005 | 936       | 8        | 10      | 58           | 16          | -2                  | 42                 | 40                | 976         |
| 2006 | 976       | 12       | 17      | 120          | 19          | -5                  | 101                | 96                | 1 072       |
| 2007 | 1 072     | 11       | 12      | 137          | 20          | -1                  | 117                | 116               | 1 188       |
| 2008 | 1 188     | 24       | 13      | 198          | 26          | 11                  | 172                | 183               | 1 371       |
| 2009 | 1 371     | 22       | 13      | 166          | 26          | 9                   | 140                | 149               | 1 520       |
| 2010 | 1 520     | 29       | 13      | 194          | 33          | 16                  | 161                | 177               | 1 697       |
| 2011 | 1 708     | 40       | 10      | 174          | 32          | 30                  | 142                | 172               | 1 880       |
| 2012 | 1 880     | 40       | 10      | 132          | 31          | 30                  | 101                | 131               | 2 011       |

## Obec

### Region Jihozápad – mikroregion
Region Jihozápad je dobrovolný svazek obcí vzniklý na základě zákona o obcích, v němž se sdružují obce se stejnými problémy za účelem jejich řešení. V tomto svazku se sdružuje celkem 11 obcí, konkrétně Dobříč, Drahelčice, Chrášťany, Chýnice, Jinočany, Ořech, Tachlovice, Úhonice a Zbuzany, Rudná a Nučice. Svzek vznikl 28. února 2000. Problémy tohoto mikroregionu vyplývají především z těsného sousedství s Prahou, tedy nedostatečný kulturní a společenský život. Nedostatečná je též místní infrastruktura.

### Dělení Nučic
Nučice jsou jednotná obec, nicméně se dají rozdělit do několika částí dle místních názvů.
Západní část obce se nazývá Krahulov. Dříve se jednalo o oddělenou osadu, nyní už je součástí obce. Krahulov je, v důsledku čilého stavebního ruchu, nejvíce se rozvíjející částí Nučic. Střed obce se místně nazývá Prokopská náves, severovýchod, pak též v rozvíjející se výstavbě, "Na Čtyřku", "Bytovky" a sever – Pod Vinicí.

### Občanská vybavenost
V obci se nachází obchod s potravinami, resp. se smíšeným zbožím, několik restaurací, pizzerie a pohostinství. Z dalších provozoven služeb lze zmínit kadeřnictví, soukromý bazén pro plavání kojenců a dětí, autoservis, cukrárnu, masáže, psí salón, tiskárna, výrobna lahůdek. V obci je rovněž pošta, matrika (i pro sousední obec Tachlovice), Lidový dům, kaple sv. Prokopa v Nučicích (příležitostně mše a bohoslužby), obřadní síň v budově OÚ, Místní muzeum Nučice se zaměřením na historii obce a hornickou činnost a s obrazy místního rodáka Arnošta Paderlíka, klubovna pro matky a děti, sportovní areál s tělocvičnou a tenisovými kurty, dětské hřiště. Kostel a hřbitov pro Nučice je v Tachlovicích.

## Doprava
Dopravní síť

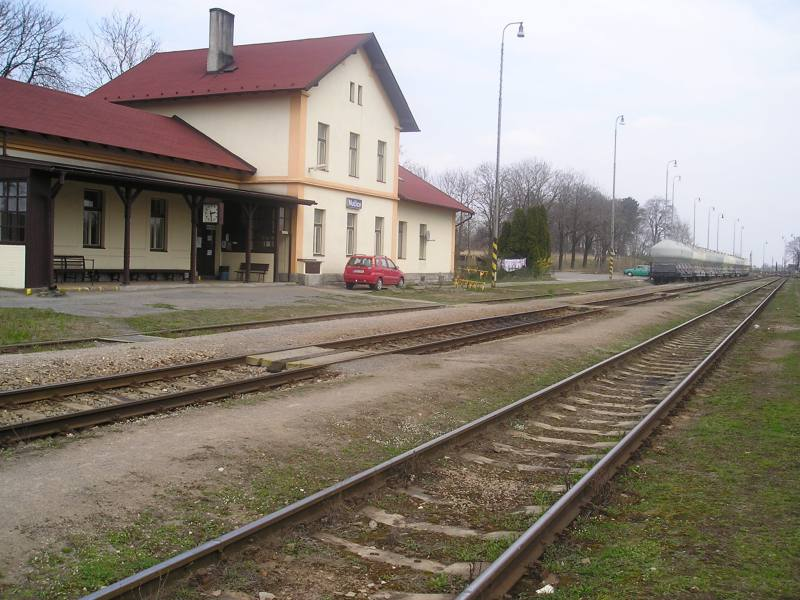
Nádraží

- Pozemní komunikace – Individuální doprava je po silnici směrem na Dobříč, Mezouň, Loděnice a 2× na Rudnou po silnicích III. třídy, směrem na Rudnou nebo Tachlovice po silnici č. 101 II. třídy. V blízkosti obce jen i dálnice D5, vedoucí z Prahy do Rozvadova a dále do Německa.

- Železnice – Obcí vede železniční trať Praha-Smíchov – Rudná u Prahy – Beroun na které jezdí pravidelná vlaková linka S6 v rámci systému PID. Je to jednokolejná celostátní trať, doprava byla zahájena roku 1897. Na území obce jsou železniční stanice Nučice a železniční zastávka Nučice zastávka, kde je zhruba polovina spojů linky S6 ukončena. Interval je v pracovních dnech 60 minut, ve špičce (5-8h,13-19h) 30 minut, o víkendu opět 60 minut.

Území obce protíná železniční vlečka ze stanice Nučice do lomů Mořina, pozůstatek soukromé Kladensko-nučické dráhy.
- Autobusová doprava 2022 – Obec je velice dobře dopravně spojená s hlavním městem autobusovými linkami v rámci Pražské integrované dopravy 308, 310, 311 a nočním autobusem 952. Interval činí ve špičce 10-30 minut. Mimo špičku jezdí do obce cca 2-3 spoje za hodinu v různých intervalech. O víkendu je interval nepravidelný, v průměru činí zhruba 50 minut.

Na území Nučic se nacházejí autobusové zastávky
```
Nučice,Nádraží
 (308, 311)

Nučice,Pod vinicí
 (308, 310, 311, 952)

Nučice, Bytovky
 (310)

Nučice, Prokopská náves
 (308, 310, 311, 952)

Nučice, Sokolská
 (308, 311, 952)

Nučice, Na Krahulově
 (308, 311, 952)

Nučice, žel.zast.
 (311)

Nučice,rozcestí
 Krahulov (380, 952).
```

- Všechny linky, které do obce zajíždí provozuje společnost Arriva Střední Čechy. Většina spojů je zajišťována nizkopodlažními autobusy značky Iveco.

## Nučické spolky
Kulturní a společenský život v obci je velmi pestrý. Aktivně zde působí několik spolků, které se podílejí na kulturním a společenském životě v obci.
- SK Nučice – v rámci TJ Sokol působí oddíly fotbalu, tenisu a volejbalu. Tyto jednotlivé oddíly jsou určeny ženám, mužům i dětem všech věkových kategorií. TJ Sokol se aktivně podílí i na přípravě a organizaci místních kulturních a společenských akcí (Nučická stezka, pálení čarodějnic aj).
- Zdravé a zelené Nučice – spolek je v obci činný od roku 2008, samostatně či ve spolupráci s obecním úřadem či ostatními spolky pořádá různé akce zaměřené převážně na dětské obyvatele Nučic (Dětský den, Pohádkový les, Mikulášská zábava pro děti, Lampionový průvod, Rozsvěcení vánočního stromu aj.)
- Vlastenecko – dobročinná obec baráčníků – spolek spadá do XIV. župy sdružení baráčníků Josefa Jungmanna, má zde dlouholetou tradici, místní baráčníci se aktivně zapojují do kulturního dění v obci (Jarmareční sobota, Nučická stezka, Dětský den aj.)
- Karate Outlaw Shotokan – na území Nučic působí i karate klub ze sousedních Tachlovic, tréninkové prostory mají v místní tělocvičně
- Sbor dobrovolných hasičů Nučice – dlouhodobě zde pracuje sbor dobrovolných hasičů, který se zaměřuje i na činnost dětí a v posledních letech zintenzivnil činnost i při pořádání kulturních akcí v Lidovém domě a při venkovních akcích pořádaných na hřišti TJ Sokol Nučice (Memoriál Karla Švestky, tradiční zábavy v Lidovém domě a i venkovní na sportovním hřišti)
- Myslivecký spolek Březná – myslivecký spolek má také své zázemí v Nučicích
- Junák – své středisko má v obci i Junák, který v současné době vzhledem k členské základně spolupracuje s Junákem v blízké Rudné.
- Divadelní spolek ŽUMPA – Žebravé umělecké panoptikum – v roce 2002 došlo k obnovení ochotnického divadla, které mělo v Nučicích velkou tradici, pravidelně hraje v Nučicích i v širokém okolí a od roku 2014 pořádá v místním Lidovém domě divadelní přehlídky Nučický kahan.

Současně v Lidovém domě probíhají cvičení pro ženy, kurzy moderních tanců pro děti a jóga. Několik zájmových kroužků pro děti nabízí i místní základní škola (atletika, florbal, keramika, hra na hudební nástroje). Soukromě zde také probíhá výuka malby a výtvarných technik.

## Zajímavosti, kultura, volný čas

### Turistika

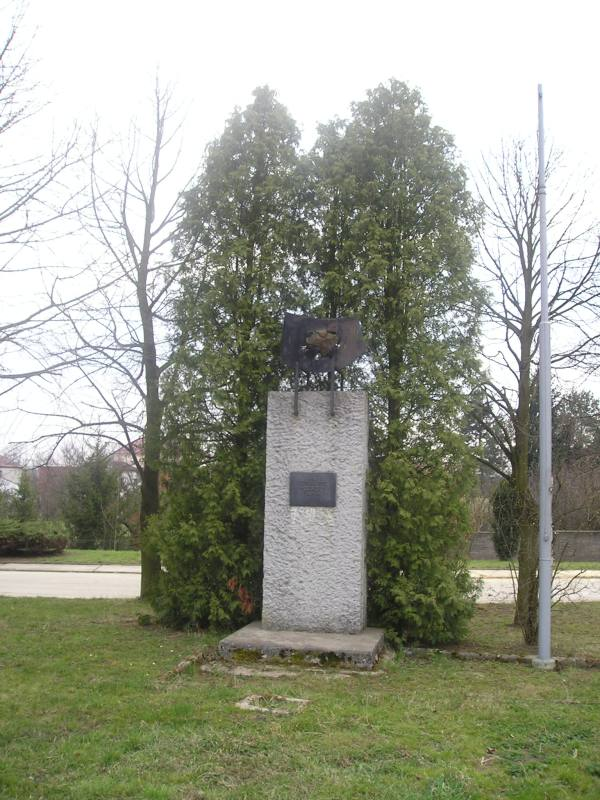
Památník vojenskému oddílu Železo

Nučice spadají do turistického komplexu Karlštejnsko, ale obec samotná není významným turistickým cílem. V obci sice se nachází několik památníků a kaple sv. Prokopa, nicméně atraktivita jiných turistických cílů v nejbližším okolí způsobuje, že Nučice jsou pouze součástí trasy na cestě za těmito cíli. Z nejzajímavějších cílů: hrad Karlštejn, lomy Amerika, památník Lidice, Srbsko, lom Alkazar, Svatý Jan pod Skalou, Červený Újezd a mnohé další.

### CHKO Český kras
CHKO Český kras je oblast sahající jihozápadně od Prahy až k Berounu. Celé území má rozlohu 128 km² a je z 40 % tvořeno lesy. Na tohoto území je 18 maloplošných speciálně chráněných území – v blízkosti Nučic je takovým územím přírodní rezervace Radotínský potok, který obcí i protéká.

### Cykloturistika
Hojně pěstovanou volnočasovou aktivitou místních je cykloturistika. Nučice zde ovšem neslouží jako cíl, ale spíše jako výchozí či průchozí bod. Místo je pro cyklistiku velice vhodné, protože zde není rušná automobilová doprava a též je velmi žádané vzhledem k zmiňované hojnosti památkových a přírodních cílů.

## Osobnosti
- Arnošt Paderlík (1919–1999) – malíř, sochař a pedagog
- Karel Šroubek (1880–1955) – restauratér a hoteliér, majitel Hotelu Šroubek na Václavském náměstí v Praze

## Fotogalerie

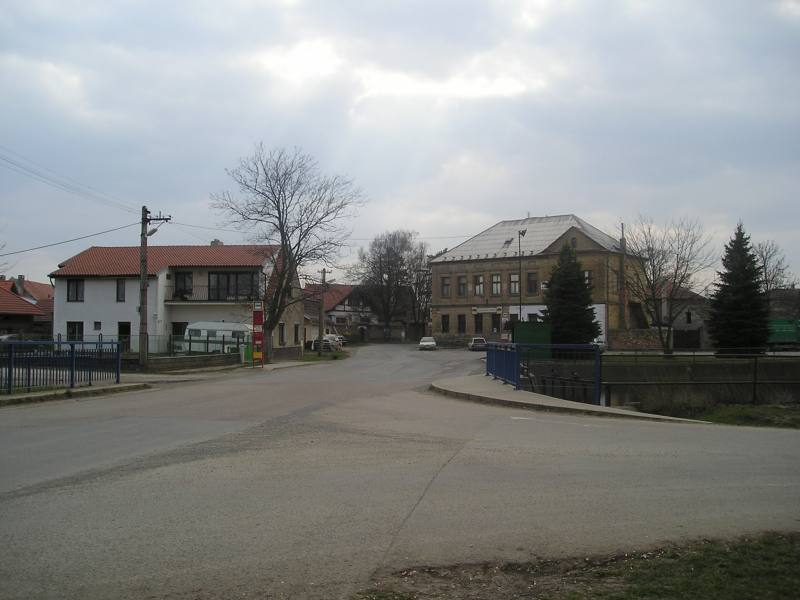
Prokopská náves v Nučicích
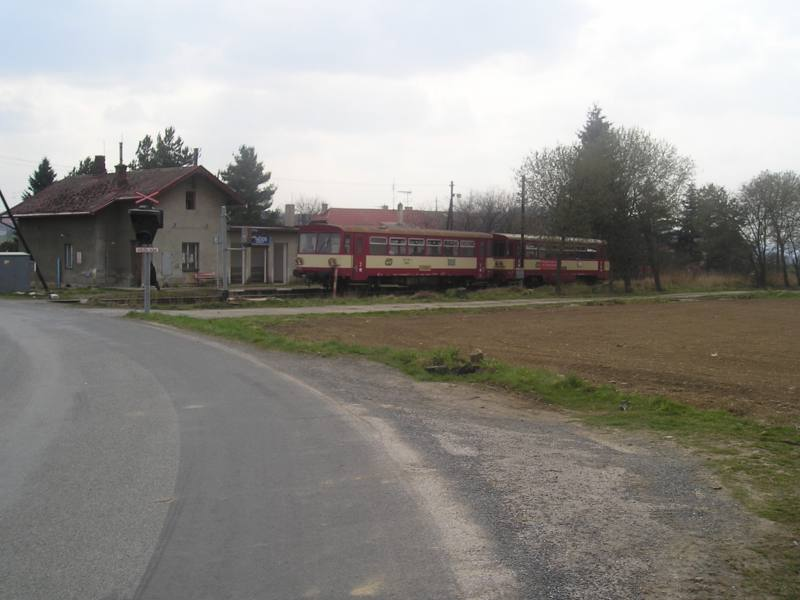
Nučice železniční zastávka
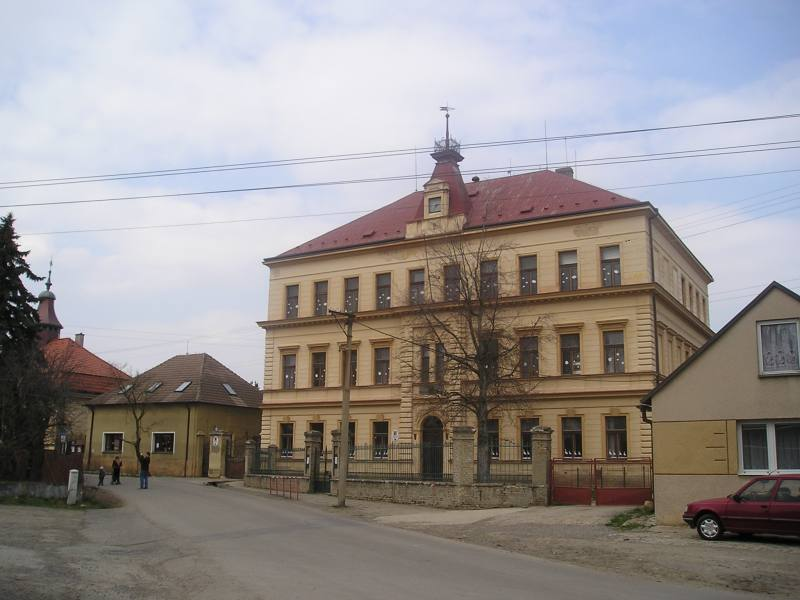
Hlavní budova ZŠ Nučice
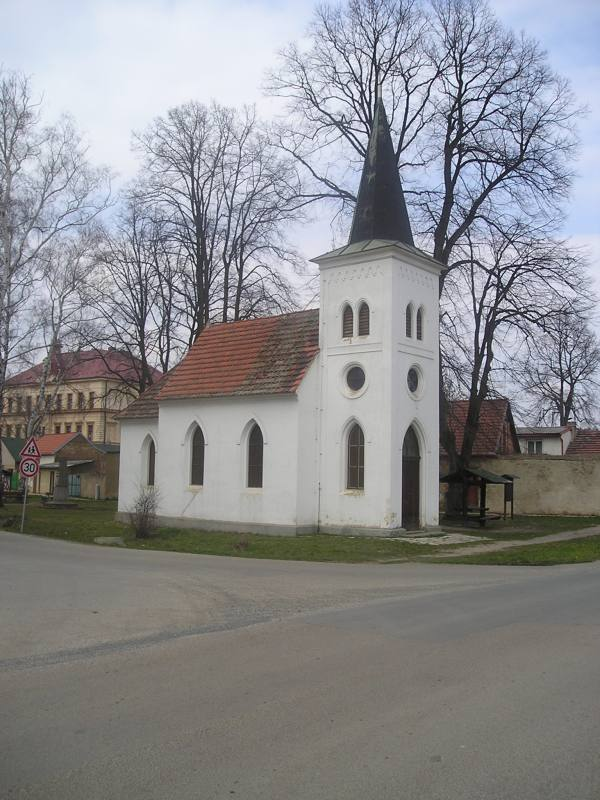
Kaple sv. Prokopa